# Kunst- und Kulturzentrum Bangkok

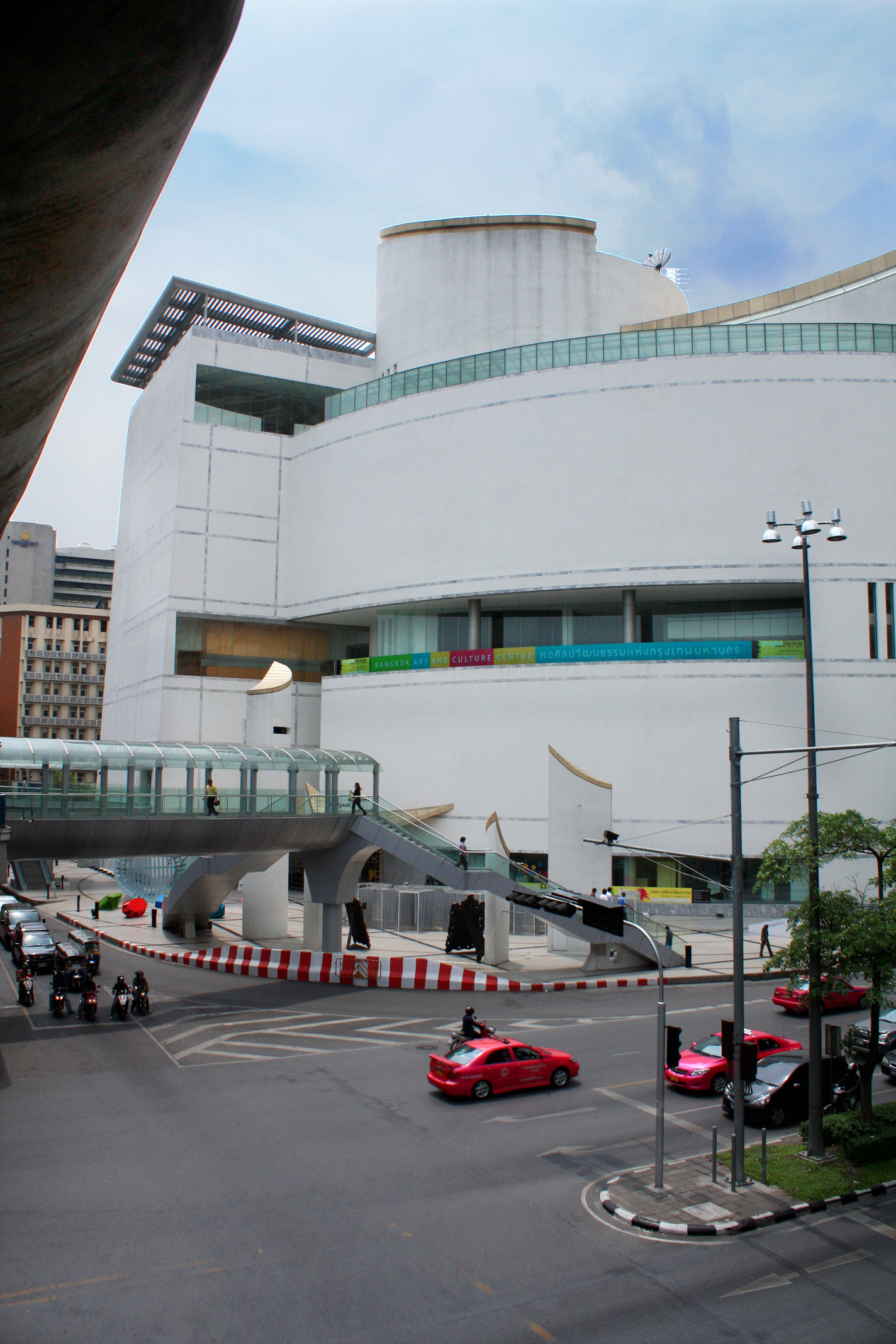
Das Kunst- und Kulturzentrum Bangkok

Das Kunst- und Kulturzentrum Bangkok (Thai: หอศิลปวัฒนธรรมแห่งกรุงเทพมหานคร, Bangkok Art and Culture Centre) ist ein Museum für zeitgenössische Kunst in Bangkok. Es befindet sich an der Ecke Rama-I.-Straße und Phayathai-Straße im Bezirk Pathumwan (Skytrain-Station National Stadium).
Die Initiative zum Bau eines Kunst- und Kulturzentrums stammt von Gouverneur Bhichit Rattakul. Der Bau wurde im Jahr 2000 begonnen, später jedoch wegen Finanzierungsschwierigkeiten und Korruptionsvorwürfen unterbrochen. Ursprünglich sollte die Einrichtung Bangkok Metropolitan Museum of Contemporary Art (Bangkok Stadtmuseum für zeitgenössische Kunst) heißen, doch wurde sie vor Eröffnung mit dem heutigen Namen belegt.
Das Kunst- und Kulturzentrum Bangkok öffnete am 29. Juli 2008 mit der Eröffnungsausstellung „Immer unterwegs mit hungrigem Herzen“ (Always roaming with a hungry heart), auf der Fotos von Prinzessin Maha Chakri Sirindhorn gezeigt wurden. 2009 fand bis in den November hinein eine Show von mehr als 300 Werken in- und ausländischer Künstler statt (Spuren des lächelnden Siams: Kunst + Glaube + Politik + Liebe).